# 맷 매케이
매슈 그레이엄 "맷" 매케이(Matthew Graham "Matt" McKay, 1983년 1월 11일 ~ )는 오스트레일리아의 전 축구 선수로, 기본 포지션은 중앙 미드필더이지만, 좌측 미드필더와 좌측 풀백도 가능하다. 2012 시즌부터 2013 시즌까지 K리그 부산 아이파크 소속으로 뛴 적이 있으며, K리그 등록명은 맥카이였다.

## 축구인 생활

### 선수 생활
2005년부터 브리즈번 로어에서 활약한 매케이는 2006년에는 K리그 인천 유나이티드에 임대되었으나 공식 경기에 출장하지는 못하였다. 2009년에는 중국 슈퍼리그 창춘 야타이에 임대되었다.
2011년 팀의 주장으로서 브리즈번의 사상 첫 리그 우승을 이끌었으며 이러한 활약을 바탕으로 2010-11 시즌 최우수 선수로 선정되었고 호주 축구 국가대표팀에도 승선하게 되었다. 2011년 8월 스코틀랜드의 명문 팀 레인저스 FC로 이적했다.
그러나 주전 경쟁에 어려움을 겪은 데 이어 레인저스가 재정 고갈로 법정 관리 대상이 되면서 선수 매각이 불가피하게 되자 2012년 3월 K리그 부산 아이파크로 이적하게 되었다.

## 플레이 스타일
맥카이의 장점은 뛰어난 패싱 능력과 왕성한 활동력을 바탕으로 한 공간창출 능력이다. 호주 축구 국가대표팀에서는 왼쪽 측면을 맡고 있지만 브리즈번 로어 시절에는 중앙 미드필더를 맡아 팀 전체의 경기를 조율하는 능력을 보였다.